# Pierre-Luc Dubois
Pierre-Luc Dubois (* 24. Juni 1998 in Sainte-Agathe-des-Monts, Québec) ist ein kanadischer Eishockeyspieler mit US-amerikanischem Pass, der seit Juni 2024 bei den Washington Capitals in der National Hockey League unter Vertrag steht. Der Center war zuvor knapp vier Jahre für die Columbus Blue Jackets aktiv, die ihn im NHL Entry Draft 2016 an dritter Position ausgewählt hatten, und spielte für die Winnipeg Jets und die Los Angeles Kings.

## Karriere

### Jugend
Pierre-Luc Dubois wurde in Sainte-Agathe-des-Monts geboren, verbrachte seine Kindheit jedoch in Europa, unter anderem in Deutschland, wo sein Vater Éric Dubois zu dieser Zeit als Eishockeyprofi aktiv war. Wenig später kehrte die Familie nach Kanada zurück, wo Pierre-Luc Dubois in seiner Jugend unter anderem für die Association du Hockey Mineur de Mont-Joli aktiv war. Im Jahre 2014 wählten ihn dann die Cape Breton Screaming Eagles an fünfter Position im Entry Draft der Ligue de hockey junior majeur du Québec (LHJMQ) aus, für die er mit Beginn der Saison 2014/15 auflief. Über den Jahreswechsel vertrat er sein Heimatland bei der U18-Weltmeisterschaft 2015 und gewann dort mit der Mannschaft die Bronzemedaille. Bei den Screaming Eagles beendete er die Saison mit 45 Punkten aus 54 Spielen, ehe er wenig später beim Ivan Hlinka Memorial Tournament 2015 die Goldmedaille mit der kanadischen Auswahl errang. In der Spielzeit 2015/16 gelang ihm der Durchbruch in der LHJMQ, als er mit 99 Punkten Rang 3 der Scorerliste erreichte und ins Second All-Star-Team der Liga gewählt wurde. Zudem wurde er mit der Trophée Paul Dumont als „Persönlichkeit des Jahres“ sowie mit der Trophée Michael Bossy als aussichtsreichster Nachwuchsspieler der Liga geehrt. Wenig später erhielt Dubois auch den CHL Top Draft Prospect Award als vielversprechendstes Talent der gesamten Canadian Hockey League.
Dubois war für den anstehenden NHL Entry Draft 2016 verfügbar und galt dort als wahrscheinlicher Top-5-Pick, so schätzte ihn der International Scouting Service an 5. Gesamtposition sowie der Central Scouting Service an 1. Gesamtposition der nordamerikanischen Feldspieler ein. Im eigentlichen Draft wählten ihn die Columbus Blue Jackets an dritter Position aus und nahmen ihn am 29. Juni 2016 unter Vertrag. In der anschließenden Saisonvorbereitung empfahl er sich nicht nachhaltig für den NHL-Kader der Jackets und wurde daher für die Spielzeit 2016/17 zu den Cape Breton Screaming Eagles zurückgeschickt. Über den Jahreswechsel nahm er mit der U20-Auswahl Kanadas an der U20-Weltmeisterschaft 2017 teil und gewann dabei mit dem Team im eigenen Land die Silbermedaille. Im Januar 2017 gaben ihn die Screaming Eagles an die Armada de Blainville-Boisbriand ab, die im Gegenzug Mathias Laferrière sowie zwei Draft-Wahlrechte nach Cape Breton schickten. Mit der Armada erreichte Dubois in der Folge das Finale um die Coupe du Président, unterlag mit dem Team dort jedoch den Saint John Sea Dogs mit 0:4.

### NHL
Mit Beginn der Saison 2017/18 schaffte Dubois dann den Sprung in den NHL-Kader der Blue Jackets und erzielte bei seinem Debüt im Oktober 2017 direkt sein erstes Tor. Er beendete seine erste NHL-Spielzeit mit 48 Punkten und somit als drittbester Scorer seines Teams, während er einen neuen Franchise-Rekord für die meisten Punkte eines Rookies der Blue Jackets aufstellte. Nach seiner ersten Profisaison gab Dubois sein Debüt für die A-Nationalmannschaft Kanadas im Rahmen der Weltmeisterschaft 2018 und belegte dort mit dem Team den vierten Platz. Nachdem er seine persönliche Statistik in der Spielzeit 2018/19 auf 61 Punkte gesteigert hatte, gehört er bei der Weltmeisterschaft 2019 abermals zum kanadischen Aufgebot und errang dort mit der Mannschaft die Silbermedaille.
Im Dezember 2020 unterzeichnete Dubois, der zu diesem Zeitpunkt den Status eines Restricted Free Agent hatte, einen neuen Zweijahresvertrag in Columbus. Dieser soll ihm mit Beginn der Saison 2020/21 ein durchschnittliches Jahresgehalt von fünf Millionen US-Dollar einbringen. Wenig später wurde jedoch bekannt, dass er die Blue Jackets verlassen wolle, sodass das Team zu einem Tauschgeschäft nahezu gezwungen war. Im Januar 2021 wurde er daher samt einem Drittrunden-Wahlrecht für den NHL Entry Draft 2022 an die Winnipeg Jets abgegeben, die im Gegenzug Patrik Laine und Jack Roslovic nach Columbus schickten.
In Winnipeg war Dubois letztlich nur zweieinhalb Jahre aktiv, bis ihn die Jets im Juni 2023 – abermals im Status eines Restricted Free Agent – an die Los Angeles Kings abgaben. Dort unterzeichnete er im gleichen Atemzug einen neuen Achtjahresvertrag mit einem durchschnittlichen Jahresgehalt von 8,5 Millionen US-Dollar. Im Gegenzug erhielten die Jets Alex Iafallo, die Rechte an Gabriel Vilardi und Rasmus Kupari sowie ein Zweitrunden-Wahlrecht im NHL Entry Draft 2024. Nach einem (auch in Anbetracht des Gehaltes) eher enttäuschenden ersten Jahr gaben ihn die Kings bereits im Juni 2024 an die Washington Capitals ab und erhielten im Gegenzug Darcy Kuemper.

## Erfolge und Auszeichnungen
- 2016 Trophée Paul Dumont
- 2016 Trophée Michael Bossy
- 2016 LHJMQ Second All-Star-Team
- 2016 CHL Top Draft Prospect Award

### International
| - 2015 Bronzemedaille bei der U18-Junioren-Weltmeisterschaft - 2015 Goldmedaille beim Ivan Hlinka Memorial Tournament - 2017 Silbermedaille bei der U20-Junioren-Weltmeisterschaft - 2019 Silbermedaille bei der Weltmeisterschaft | - 2022 Silbermedaille bei der Weltmeisterschaft - 2022 Bester Torschütze der Weltmeisterschaft (gemeinsam mit Dylan Cozens und David Pastrňák) - 2022 All-Star-Team der Weltmeisterschaft |

## Karrierestatistik
Stand: Ende der Saison 2024/25

### International
Vertrat Kanada bei:
| - World U-17 Hockey Challenge 2014 (November) - U18-Junioren-Weltmeisterschaft 2015 - Ivan Hlinka Memorial Tournament 2015 - U20-Junioren-Weltmeisterschaft 2017 | - Weltmeisterschaft 2018 - Weltmeisterschaft 2019 - Weltmeisterschaft 2022 - Weltmeisterschaft 2024 |

(Legende zur Spielerstatistik: Sp oder GP = absolvierte Spiele; T oder G = erzielte Tore; V oder A = erzielte Assists; Pkt oder Pts = erzielte Scorerpunkte; SM oder PIM = erhaltene Strafminuten; +/− = Plus/Minus-Bilanz; PP = erzielte Überzahltore; SH = erzielte Unterzahltore; GW = erzielte Siegtore; 1 Play-downs/Relegation; Kursiv: Statistik nicht vollständig)

## Persönliches
Dubois hat neben der kanadischen auch die US-amerikanische Staatsbürgerschaft, da seine Mutter aus Georgia stammt. Sein Vater Éric Dubois war ebenfalls professioneller Eishockeyspieler und dabei unter anderem für die Atlanta Knights in der International Hockey League und die Schwenninger Wild Wings in der Deutschen Eishockey Liga aktiv. Nach seiner aktiven Karriere trainierte er unter anderem die Drakkar de Baie-Comeau und die Titan d’Acadie-Bathurst in der LHJMQ.